# فرخشنيط
فرخشنيط (بالفرنسية: Fraxinet)‏ هو موقع حصن أسسه المسلمون القادمون من الأندلس في سنه 889 ميلادي في الموقع الحالي لمدينة لاكارد فرنسيه التابعة لإقليم بروفنس ألب كوت دازور بجنوب شرق فرنسا.
تمكن المسلمون من المكوث في هذا الحصن حتى سنة 973 ميلادي حيث تمكن الملك وليام الأول من بروڤانس من إخراجهم من المنطقة على إثر معركة تور تور.
تسميها المصادر العربية أيضا جبل القلال.

## بداية الفتح
في عام 891 ميلادي نزل على شاطئ بروفانس – بجنوب فرنسا – 20 بحارًا أندلسيًا كانت سفينتهم قد تحطمت بفعل عاصفة هوجاء لتُلقي بهم الريح على ذلك الشاطئ الذي يقع في خليج القديس تروبزر. تسللوا وهم لا يعرفون بأي أرض هم، صعدوا على تلة حصينة مغطّاة بأشجار كثيفة وتحوي آثار حصن قديم يُسمى “فراكسينيتوم”. استقروا لبعض الوقت في ذلك الحصن الذي أسموه: “فَرْخَشَنيط” نسبة إلى نبات المران (باللاتينية: Fraxinus) المنتشر بكثافة في تلك المنطقة، الشيء الذي جعل منها غابة حصينة.
وما أن استتب لهم الأمر وأعادوا بناء الحصن حتى قاموا بغارة على إحدى القرى المجاورة في محاولة لاستكشاف المكان وصالوا وجالوا في الأنحاء، وبعد أن درسوا المنطقة جيدًا أرسلوا أحدهم إلى “الأندلس” برسالة إلى الخليفة عبد الرحمن الناصر وعرضوا عليه الأمر وكيف وجدوا تلك الأرض وحال أهلها من اختلاف مع الأمراء والنبلاء المالكين لتلك القرى، فأوفد مع الرسول مائة من الرجال ليتحقق من الأخبار الواردة له من تلك الأراضي في بلاد بروفانس، ومن هنا بدأ مجد مدينة مسلمة أسسها مولدون الأندلسيون؛ مدينة حكمت جبال الألب وأجزاء من سويسرا. إنها إمارة “فرخشنيط”.
كانت تلك البداية لإحدى إمارات أوروبا المسلمة، إمارة خشاها الجميع وتوجست منها روما خيفة. لا يوجد في المراجع العربية الكثير عنها ولكن وجدت الكثير من الكتابات لرهبان تلك الأنحاء، كتابات ظلت محفوظة بأديرة نائية تقص علينا كيف كان “ساراكينوس” وهو لفظ أطلق على العرب لكونهم غالبًا سمر الألوان. وقيل أنها محرّفة عن “سرا كنو” التي هي المسلمون بلغة الروم، وقد ذكر الرحالة ابن بطوطة في رحلته أن قيصر القسطنطينية سأل عنه: هل هو سراكنو؟ أي مسلم

## السيطرة على المنطقة
يظهر جليًا في تلك الآثار والمخطوطات أن المسلمين لم يكن هدفهم سياسيًا أو امتدادًا جغرافيًا فقط، وقد وصفهم الغربيون في مصادرهم بأنهم كانوا لصوصًا وقطاع طرق، أما المصادر العربية عنهم فكانت قليلة، ويذكر ويسجل ابن حوقل أن المنطقة كانت عامرة بمزارع المسلمين، الذين يرجع إليهم الفضل في العديد من الإبداعات في الزراعة والصيد في المنطقة. ويدل حطام السفن في المنطقة أن فرخشنيط ربما كانت مركزًا ذا شان في التجارة مثلما كانت صاحبة الريادة في البحر باسطولها القوي المدعوم من الأندلس.
يَذكر محرر يوميات دير «نوفاليز» الذي يقع على مقربة من بروفانس أن بدء الغارات للمسلمين على النواحي القريبة من مدينتهم كانت في عام 906 وقد ذكر أنه تم اجتياح القرى من جماعات المسلمين وإخضاع أهلها للإمارة وقد روي على حد وصفه “جرائم ترتعد لها الفرائص وفظاعات ارتكبها المسلمون”، وبعد أن تم إخضاع كل القرى والمدن بين نهري البو والرون، توجه المسلمون لبناء أبراج تقع على الطرقات الرئيسية والمرتفعات المحيطة بها تمكنهم من رؤية الطرق لمسافات بعيدة وتكون أبراج إشارة ومراسلة بالنيران في أوقات كثيرة وبذلك أصبح المسلمون يتحكمون في طرق التجارة والحج من وإلى روما عبر مداخل جبال الألب.
وتذكر بعض الوثائق أن المسلمين قاموا بقطع الطرق على بعض الحجاج وفرضوا عليهم رسومًا لعبور الطريق، وفي عام 921 لم يكن هناك سوى طريق واحد فقط لا يخضع للمسلمين وهو معبر سان برنار، ذلك الطريق الضيق بين الجبال الشاهقة، ومما يذكر أيضًا في السجلات طلب ملك إنجلترا والدانمارك المسمى “كنوت” من رودولف ملك “بروغند” أن يؤمن طريق سان برنار للحجاج الإنجليز مخافة من المسلمين المسيطرين علي المنطقة. وقد كانت أوروبا وخاصة تلك المنطقة مجرد ممالك تتكون أحيانًا من مدينة واحدة فقط. فلم يكونوا على قلب رجل واحد بل يقومون بالإغارة والفتك ببعضهم البعض مما سهّل للمسلمين أن ينزلوا للوادي الخصيب في سان برنار ويسيطرون عليه بسهولة ويقيمون عليه أبراجهم القوية التي كانت تحوي خزائن الأسلاب التي نقلت بعد ذلك إلى فرخشنيط، ومنها إلى ميناء بلنسية في الأندلس ثم أودعت في خزائن قرطبة.

## نهاية فرخشنيط
بعد أن قويت شوكة المسلمين وأصبحوا مصدر تهديد للمسيحيين وأصبح الكل يرتعد منهم في أوروبا كان على أحدهم أن يتصدى لهم، فقام الكونت هوجو صاحب بروفانس بالتصدي لهم وطلب المدد من القسطنطينية، وبالفعل وصلته السفن ذات النيران الإغريقية والتي هجمت على ميناء “فرخشنيط” ودمّرت أسطولها بينما قام هو بحصار المدينة وقامت معارك شرسة وكاد أن يظفر بتلك الحرب ويقضي على المسلمين، لكن جاءته الأخبار أن الكونت برنغار يسعى لدخول “لومبارديا” ويسلب الملك من تحت قدميه فعاد وترك الحصار وعاهد المسلمين الذين أصبحوا حلفائه بعد تلك الواقعة. وكانت المعاهدة تنص على تأمين المسلمين لجبال الألب وإبقاء نفوذهم على ما كان لهم، على أن يصدوا أي هجوم محتمل عليه يأتي عبر الجبال.
وبذلك استطاع المسلمون أن يعيدوا تحصيناتهم مرة أخرى ويعالجوا ما كان في إمارتهم من ثغرات. وبقي الحال كما هو عليه لفترة كبيرة من الزمن، وكانت الواقعة الكبيرة للإمارة حين أغاروا على ركب رجل دين من أكبر رجال عصره، القديس مايولوس، وكان يقود قافلة كبيرة من الحجاج تعبر ممر سان برنار، فهاجمهم العرب وأخذوهم سبايا ونهبوا كل ممتلكاتهم. وتستفيض القصص في كرامات مايولوس، التي أهّلته ليرسـَّم قديسًا لاحقًا. ولم يطلقوا سراحهم حتى حصلوا على فدية كبيرة.
وكان لهذه الحادثة أثر كبير في نفوس الأوروبيين، ودفعت الملك وليام الأول حفيد هوجو من بروڤانس لحشد جيوش أوروبا والاتجاه لفرخشنيط. وتلاقى الجمعان في “معركة تور تور” والتي انهزم فيها جيش المسلمين واجتاحت القوات المدينة التي تحولت إلى ركام ولم يبقَ سوى آثار ضئيلة منها.
لم تحظ بأهمية كبرى في كتب التاريخ الإسلامي ولم يذكرها المؤرخون العرب بشكل مفصّل بل تجاهلوها مع أنها تعتبر فتحًا إسلاميًا في بلاد الغال (فرنسا)؛ ربما لانشغالهم بتدوين الثورات في الأندلس منذ دخول المسلمين فيها حتى خروجهم منها، وانشغال الحكام بقمع الثورات المتتالية وكفاحهم للحفاظ على دولتهم، وربما اعتبروها حملة متواضعة مقارنة بحملات وفتوحات إسلامية أخرى. لكن أكثر من تحدث عنها وبشكل تفصيلي هو “liudprand” رجل دين من إيطاليا قام بتدوين هذه الحملة وقت حدوثها في القرن 10، والتي اعتبرها بعض المؤرخين الأوروبيين غارة من غارات القراصنة.
تبقّى من إمارة فرخشنيط بعض أسماء المدن والطرقات من بازل السويسرية إلى شاطئ فرنسا الجنوبي فنجد:
- الماجل: وهي مدينة صغيره قرب سويسرا الإيطالية والكلمة تعني “ماء الجبل”، وقال ابن الأثير إن الماجل هو الماء الكثير المخزن بين الجبال.
- المشابل: وهي قمم جبلية بجبال الألب وإما أن تكون جمع مشبل بمعنى اللبؤة أم الأشبال، أو المشابيل جمع مشبول وهو مكان تربية الأسود.

## أثر الوجود الإسلامي

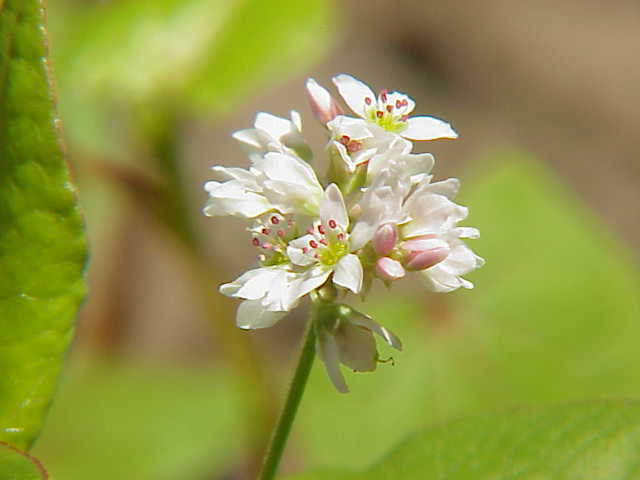
الحنطة السوداء التي أتى بها الأندلسيون إلى فرخشنيط.

كان للوجود الإسلامي الأثر الإيجابي للمنطقة ومن هذه الإيجابيات:
- أدخل الأندلسيين قطران الصنوبر وأطلق عليه السكان المحليين اسم (goudron) المشتقة من العربية.
- تقديم بعض الدروس والمهارات الطبية للقرويين اللذين يسكنون المنطقة.
- أدخلوا كذلك بلاط الخزف والدف في المنطقة.
- يعتقد بعض العلماء الفرنسيين أن الأندلسيين أدخلوا زراعة الحنطة السوداء، وقد أطلقوا على حبوبها أسمين في الفرنسية الحديثة، (بالفرنسية: blé noir)‏ أي (القمح الأسود) و(بالفرنسية: blé sarrasin)‏ وتعني (قمح الساراكينوس).

## التسلسل الزمني لفرخشنيط
- 889: عشرون أندلسي أبحروا حتى خليج سان تروبيز وتأسيس مستعمرة فرخشنيط.
- 906: عبر الأندلسيين ممر دوفيني ومونت سينس.
- 908: احتلال وادي سوسا.
- 911: السيطرة على ممرات جبال الألب.
- 929: تقدم قوات فرخشنيط إلى حدود ليغوريا.
- 935: مقتل سعيد في معركة أكوي.
- 940: احتلال واستعمار تولون.
- 942: الاستيطان في نيس وغرونوبل.
- 970: إخلاء غرونوبل، سافوا وغب.
- 972: احتجاز القديس مايولوس عند ممر سانت برنارد الكبير.
- 973: إخلاء فرخشنيط بعد معركة تور تور.
- 1047: إغارة الأندلسيين على جزر رينس.